# رينيه دانيال دوبوا
رينيه دانيال دوبوا (بالإنجليزية: René-Daniel Dubois)‏ (و. 1955 – م) هو ممثل، وكاتب مسرحي، ومخرج سينمائي، وكاتب سيناريو من كندا. ولد في مونتريال.

## وصلات خارجية
- رينيه دانيال دوبوا على موقع IMDb (الإنجليزية)
- رينيه دانيال دوبوا على موقع ألو سيني (الفرنسية)
- رينيه دانيال دوبوا على موقع أول موفي (الإنجليزية)
- رينيه دانيال دوبوا على موقع قاعدة بيانات الفيلم (الإنجليزية)
- رينيه دانيال دوبوا على موقع كينوبويسك (الروسية)